# يوم المخترعين
يوم المخترعين يوم من السّنة يحتفل به من طرف بعض البلدان للاعتراف بمساهمات المخترعين.

## الأرجنتين
بدأ الاحتفال بيوم المخترعين في الأرجنتين منذ عام 1986، ويحتفل به في 29 أيلول من كل عام، وهو اليوم الذي يصادف يوم ميلاد لاديسلاو جوزيف بيرو مخترع قلم الحبر الجاف.

## أوروبا

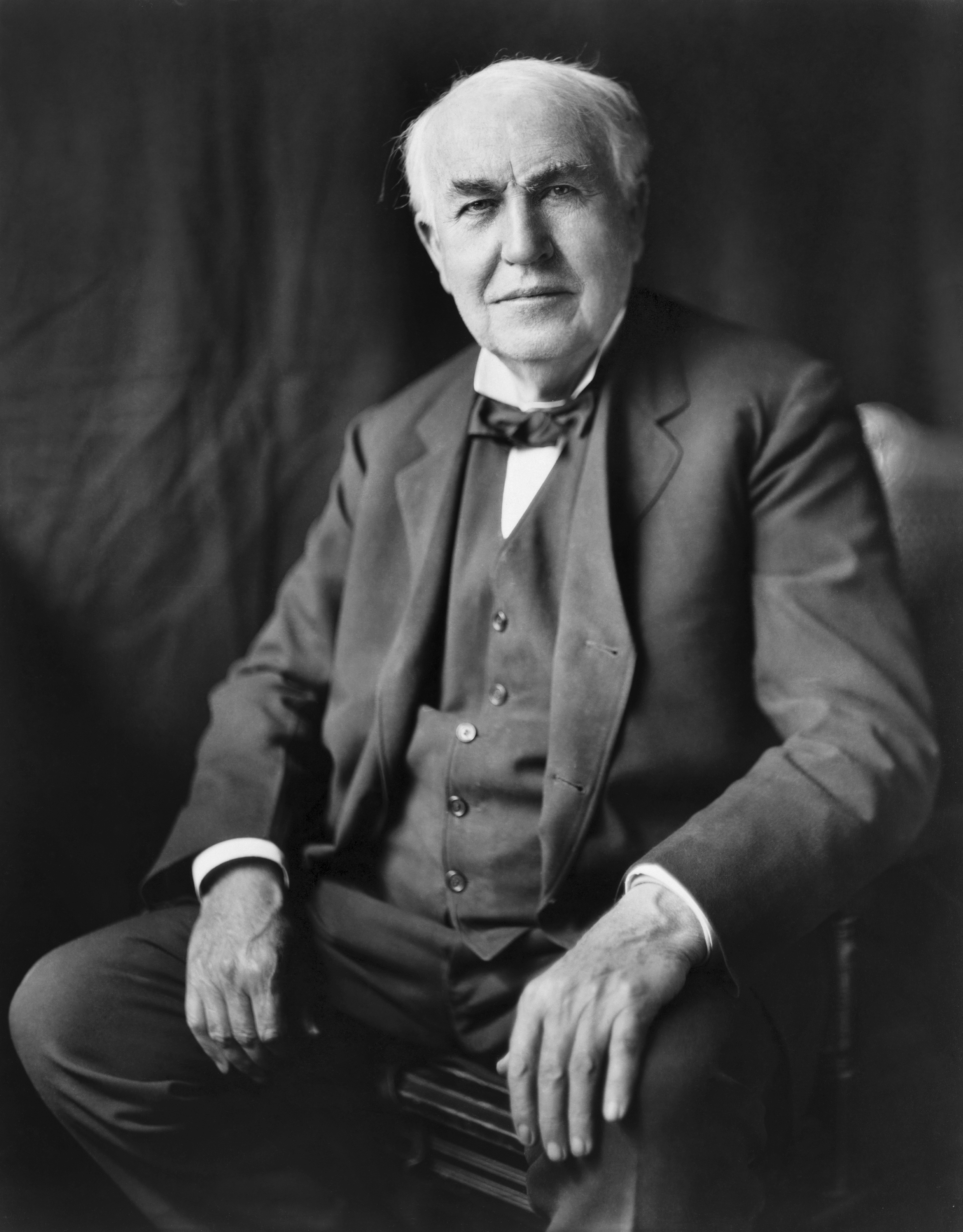
توماس أديسون مخترع المصباح

يوم المخترعين في الدول الناطقة بالألمانية (ألمانيا، النمسا وسويسرا) يقع في 9 تشرين الثاني، وهو اليوم الذي يصادف يوم ميلاد المخترعة النمساوية الأصل وممثلة هوليوود هيدي لامار.
إن أول من أشار إلى هذا اليوم كان المقاول والمخترع الألماني جيرهارد موتنتالر، كان الهدف من الاحتفال بهذا اليوم:
1. تشجيع الأفراد على إبراز أفكارهم وقدراتهم للوصول إلى الأفضل.
2. تذكير الناس بالمخترعين القدامى وإنجازاتهم ودورهم في بناء الحضارة.

## وصلات خارجية
- Inventors-Day.com
- الإعلان 5013 (الولايات المتحدة)